# Pentaplaris huaoranica
Pentaplaris huaoranica är en malvaväxtart som beskrevs av L.J. Dorr och C. Bayer. Pentaplaris huaoranica ingår i släktet Pentaplaris och familjen malvaväxter. Inga underarter finns listade i Catalogue of Life.